# 白果乡 (中江县)
白果乡，是中华人民共和国四川省德阳市中江县下辖的一个乡镇级行政单位。

## 行政区划
白果乡下辖以下地区：
银杏社区、白果村、云寨村、玉桂村、金马村、彩虹村、梁山村、两眼寺村、百安村、甘柏村、石莲村、黄桷树村、三圣村、快活村、壶瓶村、石榴村、芝兰村、毛店村和腰店村。